# Седьмая мишень
«Седьмая мишень» (фр. La 7ème cible) — французский фильм режиссёра Клода Пиното 1984 года.

## Сюжет
Пожилой писатель Бастьен Гримальди (Лино Вентура) после свидания возвращается к машине. Внезапно на него нападают несколько неизвестных типов и зверски избивают без видимой причины. Затем ему подстраивают аварию на дороге. Писатель сам решает разобраться с обидчиком, следуя за внедорожником, который преследовал и столкнул его на обочину. Слежка приводит его к обычному дому, где живёт обычная на первый взгляд, малообеспеченная семья. Бастьен начинает бить водителя, требуя сказать, почему он на него напал. Однако, по словам жены шофёра, муж ни в чём не виноват. Бастьену приходится уйти. Однако его злоключения на этом не заканчиваются. Кто-то взрывает взятую напрокат машину на подземной стоянке, затем — обстреливает его квартиру. Наконец, неизвестной машиной сбит друг Бастьена. После этого кто-то начинает звонить писателю, требуя миллиард старых франков. У Бастьена нет таких денег, однако покушения на него продолжаются. Из разговора со своей матерью — у которой постоянно живёт взрослая дочь Бастьена, скрипачка, — Гримальди узнаёт, что у матери в молодости была связь с неким коллекционером. Он завещал ей полотна импрессионистов, стоящие огромных денег. Из предосторожности мать Бастьена, художница-любитель, закрасила картины гуашью. 
В то же время дочь Бастьена сообщает ему, что ушла от своего жениха и из оркестра, поскольку ей якобы предложили место первой скрипки в другом коллективе. Провожая дочь в парижском аэропорту имени де Голля, он замечает человека-уборщика, похожего на того, который был в квартире шофёра внедорожника, но попытка схватить подозрительного мужчину проваливается. Тем временем полиция начинает операцию по поимке бандитов. Бастьен для вида соглашается передать сумку с денежными «куклами». При передаче машину преступников полицейские расстреливают из автоматов. Один из бандитов убит, второй, уборщик из аэропорта — ранен. Начинаются допросы с пристрастием, облавы, в которых задержано множество «пешек», с которыми Бастьен якобы случайно встречался в своей жизни.
Случайно в газетной фотографии Бастьен узнаёт человека, случайного увиденного им в аэропорту Руасси. Одновременно выясняется, что Бастьен Гримальди — не первая жертва такого рода вымогательств. Полиции уже известны шесть подобных случаев, так что писатель — седьмая мишень. Бастьену показывают групповое фото, на котором есть и предпоследняя жертва вымогателей. Понимая, что вряд ли такое совпадение случайно, он отправляется в Западный Берлин, где выступает с концертом оркестр его дочери. И с удивлением узнает, что его дочь — вовсе не первая скрипка, она всего лишь в общем составе. Из разговора с дочерью Бастьен узнаёт, что она рассказала своему «другу» всё и о нём, и о его наследстве. Вечером, придя на концерт, Бастьен узнаёт, что «друг» бросил его дочь, однако замечает его, стоящего в проходе. Оказывается, на концерт приехал и австрийский композитор, последняя жертва вымогателей — чтобы отдать выкуп. Получив деньги, глава банды садится в машину. Бастьен едет за ним. Но как его задержать?… Бастьен решается и своей машиной слегка задевает стоящую на обочине полицейскую машину — теперь уже и она принимает участие в погоне. Объезжая другую блокирующую полицейскую машину, вымогатель сбивает одного из нескольких трансвеститов, которых как раз досматривает другая группа полицейских. Теперь уже не Бастьен, а вымогатель — предмет погони. По его машине начинают стрелять и смертельно ранят в затылок. Потеряв управление, машина вымогателя сносит пограничное заграждение и влетает на территорию Восточного Берлина, где попадает под шквал заградительных выстрелов…

## В ролях
- Лино Вентура — Bastien Grimaldi
- Леа Массари — Nelly
- Жан Пуаре — Jean Michelis
- Роже Планшон — Le commissaire Paillard
- Элизабет Буржин — Laura
- Беатрис Аженен — Catherine
- Жан-Пьер Бакри — L’inspecteur Daniel Esperanza
- Роберт Хоффманн — Hagner
- Майкл Моррис — Clairbone
- Эрик Демарец — L’inspecteur Buvard

## Награды
Награды
- 1985 MystFest[итал.], Лучший актёр — Жан Пуаре (также за фильм «Цыплёнок в уксусе», 1985).
- 1985 MystFest, Лучший оригинальный сценарий — Жан-Лу Дабади, Клода Пиното

Номинации
- 1985 Сезар, Лучшая актриса второго плана — Элизабет Буржин
- 1985 MystFest, Лучший фильм — Клода Пиното